# Sarreguemines Football Club
Pour les articles homonymes, voir ASF.
 (décembre 2023).
- Si vous ne connaissez pas le sujet, laissez ce bandeau (vous pouvez alors contacter les auteurs).
- Si vous supprimez le contenu mis en cause (vous pouvez préalablement contacter les auteurs),

argumentez précisément cette suppression dans la page de discussion
(un manque de référence n'est pas un argument ; une recherche réelle de référence doit avoir été effectuée, être formellement documentée).
 (mai 2009).
Si vous disposez d'ouvrages ou d'articles de référence ou si vous connaissez des sites web de qualité traitant du thème abordé ici, merci de compléter l'article en donnant les références utiles à sa vérifiabilité et en les liant à la section « Notes et références ».
Maillots
Actualités
Le Sarreguemines Football Club, couramment abrégé en Sarreguemines FC ou SFC est un club de football français fondé en 1919 et situé à Sarreguemines en Moselle. Le club évolue depuis la saison 2024-2025 en National 3.
Il a évolué en Division 3 en 1986-87 et de 1988-89 à 1990-91. Il a acquis une notoriété nationale grâce à ses exploits en Coupe de France en 2015-2016 et 2016-2017.

## Des origines à l'annexion allemande(1919-1945)
Fondée en 1919 après la fusion de deux clubs nés lors de l'Annexion, l'AS Sarreguemines prend part au tout nouveau championnat de Lorraine en 1919-1920, en compagnie de l'US Forbach, de la SS Sarrebourg, de la SS Merlebach, du CS Stiring-Wendel et de La Renaissance Petite-Roselle. Le club descend par deux fois, et se retrouve en « Deuxième série » à l'issue de la saison 1922-1923. La remontée en « Première série » s'effectue en 1927. La montée en puissance de l'ASS se confirme puisqu'elle rejoint l'élite régionale en 1934 après avoir été championne de « Promotion d'honneur » (le nouveau nom de l'ancienne « Première série »). L'ASS continuera à jouer à ce niveau jusqu'en 1939 sans parvenir à décrocher le titre de champion de Lorraine. Pire, le club retombe en Promotion d'honneur alors que la Seconde Guerre mondiale débute.
En juillet 1940, la Moselle est annexée à l'Allemagne et intégrée au Gau Westmark, qui est déjà constitué depuis 1935 de la Sarre et du Palatinat. L'AS Sarreguemines doit changer de nom et devient le TSG Saargemünd (Turn- und Sportgemeinschaft Saargemünd). Alors qu'il évoluait au sein d'une Bezirkga (ligue régionale) pour la saison 1940-1941, le TSGS gagne son billet pour la Gauliga Westmark 1941-1942 (D1), tout comme le FV Metz. Les deux clubs deviennent ainsi les représentants du CdZ-Gebiet Lothringen dans l'élite régionale. La saison est marquée par la venue temporaire au club (comme Gastspieler, joueur invité) de l'international allemand Karl Striebinger. Le club se maintient de justesse (8e) en 1942 et en 1943. C'est lors de la saison 1943-1944 que l'ASS/TSGS obtient son meilleur classement (6e sur 10) tout en étant opposé aux prestigieux clubs du FC Sarrebruck, FC Metz, Borussia Neunkirchen et FC Kaiserslautern. La saison suivante, la Gauliga Westmark est dissoute et Sarreguemines fait son retour au sein du football français.

## De longues années difficiles puis l'Âge d'or (1945-1991)
Les lendemains de la guerre sont compliqués et l'AS Sarreguemines ne parvient pas à rejoindre la DH pendant de longues années. L'ASS frôle le titre et la montée en 1981 sous la houlette de l'historique Fernand Rachel. Mais une fin de saison catastrophique (3 défaites en 4 matches) fait tomber le club à sa 4e place finale. La saison suivante est la bonne : le club acquiert le titre de champion de Lorraine en terminant la saison invaincu à domicile. L'arrivée au club un an auparavant d'Emil Poklitar, entraîneur allemand de 43 ans, a révolutionné les esprits à Sarreguemines. Ex-grand espoir et marqueur de buts du BFC Dynamo Berlin, il a joué pour le Freiburger FC et le FC Sarrebruck entre 1963 et 1970, avant de former les jeunes du club sarrois tout en étant professeur de sport. Amoureux d'un football total, il a adapte sa trilogie rigueur, discipline et intransigeance à Sarreguemines. S'entraînant dur et travaillant intensivement leur physique trois fois par semaine, les sarregueminois étonnent leurs supporters et les observateurs, pratiquant le contre pour mieux surprendre leurs adversaires. Les résultats sont immédiats puisque l'ASS se maintient durant quatre saisons à ce niveau. S'appuyant sur une défense rigoureuse (26 buts encaissés en 26 rencontres en 1983-1984), Sarreguemines est aussi armé en attaque avec les véloces buteurs Lotz et Bordé. L'exercice 1984-1985 fait naître de grands espoirs en raison de l'excellente première moitié de saison (1 défaite en 17 matches). Pourtant, Sarreguemines ne termine que 6e, la faute à une deuxième partie de championnat plus chaotique, en dépit d'une défense toujours aussi efficace (19 buts encaissés en 26 matches). En 1985-1986, le club parvient à allier l'efficacité offensive (avec Gerolt, Groutsch, Lévy-Chapira, Lohmann et Huth) à son habituelle rigueur défensive. Cet alliage permet au club de décrocher la 2e place et ainsi de monter en Division 3 pour la première fois de son histoire.
La découverte de cet échelon est délicate et le club redescend immédiatement, la faute à un parcours à l'extérieur calamiteux (1 seule victoire, obtenue seulement à la mi-avril). De retour en Division 4, le club confirme sa confiance à Emil Poklitar. Ce choix est  payant puisque l'AS Sarreguemines termine à nouveau 2e (derrière la réserve du RC Strasbourg, comme 2 ans auparavant) et s'offre une seconde chance en Division 3. Ce retour a été rendu possible par une défense de fer (14 buts encaissés en 26 matches, la meilleure du groupe) et par le sprint final de 9 victoires consécutives pour remonter de la 7e à cette 2e place. Le club parvient à se maintenir en Division 3 en 1989 avec 1 seul point d'avance sur le premier relégable, le CS Meaux. Ce maintien est permis par les ingrédients désormais habituels de l'ASS (le nouvel entraîneur Georg Tripp s'étant inscrit dans la continuité de son prédécesseur) : un excellent parcours à domicile (1 défaite) et une défense plus perméable que celle de ses concurrents directs. La progression sarregueminoise se poursuit la saison suivante : la 6e place finale constitue le meilleur résultat historique du club, bien qu'il ait été à la lutte pour monter en Division 2 jusqu'à la mi-saison. L'ASS se prend à rêver à un avenir en professionnel, mais la chute est terrible.

## La fin de l'ASS et l'avènement de l'ASF 93 (1991-2013)
Le club termine dernier de Division 3 1990-1991 et retourne en Division 4 après 3 ans à l'étage supérieur. Tripp quitte alors Sarreguemines. Le club loupe la remontée en raison de ses nombreux matches nuls et achève la saison en 5e position. Les soucis d'accumulent et l'AS Sarreguemines termine dernière de son groupe de Division 4 en 1992-1993. Ce résultat s'explique par les nombreux départs au sein de l'effectif mais surtout par les problèmes financiers, qui deviennent irréversibles après l'arrêt des subventions par la mairie de Sarreguemines. Ce dépôt de bilan marque la fin de l'AS Sarreguemines et le départ de la quasi-totalité de l'organigramme.
Le club renaît en juillet 1993 sous le nom d'ASF 93 (en référence à l'année et non au département) et repart en DHR, la 7e division. Afin de retrouver au plus vite l'élite régionale, le président Bruno Palmigiano fait appel, en 1994, à Didier Philippe, ancien joueur du club. L'objectif est atteint à l'issue de la saison 1995-1996 mais le club retombe en DHR dès 1998 après un maintien sur le fil en 1997. Ce n'est qu'en 2004 que Sarreguemines retrouve la DH, avant de se stabiliser dans le ventre mou. La saison 2008-2009, marquée par le parcours en Coupe de France, est plus compliquée que les précédentes et l'ASF 93 se maintient de justesse, après avoir changé d'entraîneur. La saison suivante reprend le même schéma que les précédentes avec un maintien vite assuré, sans pour autant pouvoir jouer les premiers rôles. En 2010-2011, le club démarre fort avec son nouvel entraîneur (huit matches sans défaites) et commence à espérer retrouver le niveau national. Mais les 10 matches sans victoires en fin de saison font rentrer le club dans le rang. La saison suivante est similaire. Le club remplace alors Antoine Mangione par Sébastien Meyer.
Ses méthodes et son exigence permettent au club de dominer la saison 2012-2013, qui se conclut par l'obtention du titre de Champion de Lorraine. L'ASF 93 retrouve donc le niveau national 20 ans après l'avoir quitté.

## Sarreguemines FC (2013-)
Cette montée entraîne un changement de nom et le club devient le Sarreguemines Football Club (SFC). En effet, l'ancienne dénomination était trompeuse sur la localisation du club ; des équipes de région parisienne ont sollicité les dirigeants faïenciers pour des matches amicaux de pré-saison, pensant que le club était situé en Seine-Saint-Denis. Cette nouvelle appellation permet également de mettre en avant l'identité du club, qui obtient le droit de faire figurer une Croix de Lorraine sur son blason (comme le FC Metz). Le club se structure à tous les niveaux afin de maximiser les chances de se pérenniser en CFA2.
La saison 2013-2014 est achevée à une excellente 5e place dans un groupe relevé, composé de 3 réserves de clubs de Ligue 2. Le seul point noir concerne la défense, puisque Sarreguemines encaisse 66 buts, soit environ 3 fois plus que les clubs qui précèdent au classement. L'année suivante est plus compliquée, le SFC jouant le maintien toute la saison. En 2015-2016, le club termine 3e, devant les réserves professionnelles de Nancy et de Metz. La montée est manquée en raison des mauvais résultats lors des confrontations directes avec Raon (2e et promu). Ces excellents résultats sont la conséquence de l'arrivée à maturation du groupe de Sébastien Meyer. Sarreguemines apparaît alors comme l'un des favoris de l'édition suivante, mais termine finalement 4e. Cette saison marque aussi la fin d'un cycle, avec les départs de certains cadres comme Metin Karayer, Faraji Taarimte et le gardien Florian Trimborn. Les ambitions pour la saison 2017-2018 sont donc moindres, le club voulant surtout assurer son maintien dans un groupe où pas moins de 6 équipes sont promises à la descente en raison de la refonte des championnats amateurs. L'objectif est atteint, avec une 9e place finale dans un groupe homogène où le 5e et le 10e ne sont séparés que de 3 points.
L'intersaison voit arriver Smaïl Morabit, ancien joueur professionnel en Allemagne, avant que Ludovic Guerriero n'arrive au cours de la saison 2018-2019. Le SFC espère donc vivre une saison plus tranquille que la précédente, mais l'inconstance dont il fait preuve (les victoires contre Mulhouse et Sarre-Union et les nuls contre la réserve du RC Strasbourg sont contrebalancés par les contre-performances et les points perdus dans les derniers instants) le mène à nouveau à lutter pour son maintien. Cette fois-ci l'objectif n'est pas atteint puisque Sarreguemines termine 12e et premier relégable, par un jeu de vases communicants en raison de la descente d'Haguenau de N2 en N3. Les 100 ans du club sont donc marqués par cette relégation en Régional 1. Le président Christophe Marie annonce sa démission le soir même de l'ultime défaite en championnat à Thaon. Les premiers départs de joueurs suivent, dont le buteur maison Hassan M'Barki, Jordan Coignard, Fahdi Redjam et Smaïl Morabit. Le staff technique, autour de Sébastien Meyer, prolonge finalement l'aventure après quelques jours de flottement. Des cadres tels que Benoît Kowalczyk, Yannick Dekoun, Khalid Benichou et Caner Metin prolongent également leur aventure sarregueminoise, en dépit de la relégation.
L'espoir d'un repêchage en National 3 demeure néanmoins en raison des menaces qui pèsent sur de nombreux clubs lors de leur passage devant la DNCG. Le 11 juillet 2019, le repêchage du club en National 3 pour la saison 2019-2020 est officialisé après la relégation administrative d'autres clubs (Tours FC, Athlético Marseille). Malheureusement, le club vit une nouvelle saison difficile et se retrouve en dernière position quand la FFF décide de mettre un terme aux championnats amateurs le 16 avril 2020 en raison de la pandémie de coronavirus. Le club quitte le N3 après 7 saisons et retombe en R1. Quelques jours plus tard, le comité du club démet l'entraîneur Sébastien Meyer de ses fonctions. Le 9 mai 2020, Salem El Foukhari, ancien coach de l'US Forbach, est nommé entraîneur. Il quitte le club en janvier 2022 après des résultats jugés insuffisants par la nouvelle direction. Il est remplacé par Alan Wengert, ancien joueur du club qui a participé aux épopées en Coupe les années précédentes.
À l'issue de la saison 2023-2024 de Régional 1 (groupe B), le Sarreguemines FC est sacré champion et arrache son billet en National 3 à l'issue de barrages d'accession contre l'AS Illzach-Modenheim et le FC Cormontreuil,.

## Coupe de France
Dès ses premières années, de 1922-1923 à 1924-1925 puis en 1926-1927, le club participe aux tours préliminaires de la Coupe de France, sans toutefois parvenir à atteindre les 32es de finale.
Les premiers faits d'armes du club remontent aux années 1980. Lors de l'édition 1983-1984, le club qui est alors en Division 4, reçoit l'US Maubeuge, qui évolue une division au-dessus, pour le compte des 32es de finale. Les faïenciers s'imposent 2-1 et accèdent au tour suivant. C'est l'AS Nancy-Lorraine, pensionnaire de Division 1, que les mosellans affrontent en matches aller-retour. À l'occasion du match aller à Sarreguemines, une tribune supplémentaire et provisoire est installée derrière un but afin de satisfaire les nombreuses demandes pour cette rencontre. Le club est défait par deux fois par les nancéiens (0-2 à domicile, 1-9 à Marcel-Picot).
En 1986-1987, l'ASS, qui évolue désormais en D3, rejoint à nouveau les 32es de finale. Le club se déplace à Thonon (D2) mais s'incline par la plus petite des marges.
En 1994-1995, le club faïencier affronte l'Olympique Noisy-le-Sec (alors en National 1) au 8e tour. Malgré une victoire 1-0 au stade de la Blies lors du match retour, l'ASS ne parvient pas à se qualifier pour les 32es de finale.
C’est lors de la saison 2008-2009 que le club refait parler de lui en Coupe de France en se hissant jusqu’au 7e tour après les éliminations du FC Yutz au 5e tour (2-1) et de la Jarville JF au 6e tour (1-1, 7-6 tab). Sarreguemines accueille pour l’occasion le Paris FC de l'entraîneur Jean-Marc Pilorget, qui évolue en National. Le club parisien se qualifie (3-0) mais ce sont les balbutiements de la nouvelle histoire d’amour entre le SFC et la Coupe. Mais, dans un premier temps, les éditions suivantes ne sont pas couronnés de succès. En 2009-2010, le club se fait éliminer dès le 4e tour par le FC Sarrebourg (1-2) puis, en 2012-2013, il est défait sèchement au 5e tour par le voisin forbachois (3-0), alors coaché par son futur entraîneur Salem El Foukhari. La saison suivante, la déception est encore plus grande quand l'aventure s'arrête au 5e tour contre le CS Veymerange qui évolue pourtant à un niveau inférieur (1-1, 3-5 tab).
En 2014-2015, le SFC élimine successivement deux clubs de Promotion d'Honneur (PH) sur le score de 4-1 : la SS L'Hôpital au 3e tour et l'US Nousseviller au 4e tour. Puis, c'est le Bar-le-Duc FC, qui évolue en Division d'Honneur (DH) qui cède face aux hommes de Sébastien Meyer (0-1 au 5e tour). Un premier exploit est ensuite réalisé au 6e tour contre l'US Raon-L'Étape, un autre club lorrain habitué des épopées en Coupe. Il est alors pensionnaire de CFA, soit une division au-dessus du niveau auquel se frotte le SFC. Malgré tout, Sarreguemines l'emporte 3-2. À l’occasion du 7e tour, le club se déclare candidat pour se déplacer en Outre-mer. Le tirage leur attribue l’équipe du CS Le Moule (Guadeloupe). La qualification, aux tirs au but (3-4, 1-1 ap) est permise par le nouvel état d’esprit qui habite l’équipe depuis les deux semaines de mise au vert sur l’île en amont de la rencontre. Le tour suivant offre une belle affiche au stade de la Blies avec la réception d’une équipe professionnelle : l’AJ Auxerre (L2). L’aventure s’arrête à cette occasion (0-4).
L’année suivante, le SFC doit batailler farouchement pour pouvoir rééditer un tel parcours. La rencontre du 6e tour face au FC Lunéville est prolifique et Sarreguemines se qualifie en prolongations (5-3) après avoir été mené deux fois au score. Le 7e tour contre le SC Schiltigheim est tout aussi indécis : le latéral Alan Wengert ne qualifie les siens qu'à la 109e minute (2-1 ap). Finalement parvenu à atteindre à nouveau le 8e tour, c’est Dijon, le leader de Ligue 2, qui est désigné par le tirage au sort pour venir affronter Sarreguemines. En dépit de l’ouverture du score de Julio Tavares, le SFC s’impose 2-1 grâce à un doublé de son attaquant Hassan M’Barki ; Sarreguemines atteint les 32es de finale pour la première fois de son histoire et rêve d’accueillir un club de Ligue 1. C’est finalement Valenciennes (L2) qui vient se frotter au SFC. Le club réalise un nouvel exploit et l’emporte nouveau grâce à un but d’Hassan M’Barki qui ouvre la porte des 16es de finale. Le tirage au sort offre une rencontre face à l’autre « Petit Poucet » encore en lice : l’US Granville (CFA2). La rencontre se joue en Normandie et Sarreguemines s’incline 3-1, malgré un nouveau but d’M’Barki.
En 2016-2017, le club parvient encore à atteindre le 8e tour. Et une fois de plus, c'est un véritable parcours du combattant. Au 4e tour, le SFC, longtemps devant au score, doit passer par les tirs au but contre le FC Hagondange qui évolue deux niveaux plus bas, en DHR (1-1, 2-4 tab). Un match au cours duquel Sarreguemines manque trois pénaltys. Lors du 5e tour, le club doit son salut à un but dans le temps additionnel pour se défaire de l'AS Portugais Saint-François Thionville (0-1). Mais le scénario le plus dingue se produit au 7e tour, à Bischheim. Mené 2-1, Sarreguemines concède un pénalty à la 88e minute. Mais Trimborn, le portier, maintient son équipe en vie. Après le gardien, c'est l'attaquant star Hassan M'Barki qui renverse le match dans les ultimes moments, grâce à deux coups francs directs (90e+2 et 90e+6). Ce jour-là, il est même auteur d'un triplé dans l'exercice puisqu'il avait ouvert la marque de la même manière. Présent presque miraculeusement au 8e tour, le SFC y retrouve Valenciennes (L2). Le buteur providentiel Hassan M’Barki s'illustre encore en ouvrant le score dès la 1re minute, avant de doubler la mise au cœur de la première période. La réduction du score d’Edouard Butin (79e) n’y change rien : le Sarreguemines FC accède aux 32es de finale pour la deuxième année consécutive. C’est le Stade de Reims (2e de L2) qui succombe face à Hassan M’Barki qui s’offre un nouveau doublé et qualifie le SFC (2-1). Les 3 buts de la rencontre sont inscrits sur pénalty. Le tirage des 16es confirme « l’abonnement » de Sarreguemines aux clubs de Ligue 2 puisque c’est Niort qui débarque au stade de la Blies. La marche est cette fois trop haute, et la belle aventure cesse brutalement (0-3).
La saison suivante n’est pas couronnée du même succès que les éditions précédentes puisque le club est éliminé dès le 6e tour par Biesheim (N3).
En 2018-2019, Sarreguemines retrouve le 7e tour et accueille le FC Metz, autre club mosellan et leader de Ligue 2. Malgré la sortie sur blessure d’Hassan M’Barki à la mi-temps, le SFC refait son retard grâce à l’ancien messin Seydou Simpara (1-1) et pousse les Grenats jusqu’aux tirs au but. Metz s’impose finalement 4-1 dans cet exercice. Il s'agit du dernier moment marquant du Sarreguemines FC en Coupe de France à cette date, car le club est éliminé par le CA Boulay (0-2) au 5e tour en 2019-2020, par l'US Raon-L'Étape (1-4) dès le 3e tour en 2020-2021 et par l'AS Réding (2-1) au 4e tour en 2021-2022.

## Palmarès
- Vice-champion du groupe Est de Division 4 : 1986, 1988
- Champion de Lorraine : 1982, 2013, 2024.
- Coupe de Lorraine : 1986
- Champion de Promotion/DHR : 1934

## Anciens joueurs
- Carmelo Micciche
- Brian Babit
- Eric Hassli
- Rémi Oudin
- David Friio
- Ludovic Guerriero
- Didier Philippe

n

## Entraîneurs
- 1952-? :  Joseph Lang[4]
- 1965-1968 :  Fernand Rachel
- 1973-1981 :  Fernand Rachel
- 1981-1988 :  Emil Poklitar
- 1988-1991 :  Georg Tripp
- 1993-1994 :  Gérard Koeppel
- 1994-2003 :  Didier Philippe
- 20??-2009 :  Eric Becker
- 2009-2010 :  Serge Wolf
- 2010-2012 :  Antoine Mangione
- 2012-2020 :  Sébastien Meyer
- 2020-2022 :  Salem El Foukahri
- 2022 :  Alan Wengert
- depuis 2022 :  Djamel Ferdjani

## Présidents
- 20 novembre 1919-janvier 1920 :  Guillaume Meier-Siebert
- 27 janvier 1920-1921 :  Pierre Muller
- 1921-1922 :  Nicolas Crauser
- 1922-juillet 1932 :  Henri Nominé
- Juillet 1932-10 janvier 1933 : vacance de la présidence
- 1938 :  Eugène Schatz
- 1972-1982 :  Roland Delesse
- 1982-1993 :  René Blajman
- 1997-2001 :  Marlyse Ziegler
- 2006-2012 :  Michel Jung
- 2012-2019 :  Christophe Marie
- 2019-2021 :  Dominique Maire
- 2021- :  Rodolphe et Manuel Keller

## Infrastructures
Le club joue ses matches à domicile au Stade de la Blies, situé à côté de la rivière qui lui donne son nom. Sa capacité maximale est de 2500 places. Il est uniquement utilisé par l'équipe première, en raison de la fragilité de sa pelouse.
Depuis 2015, le SFC est doté d'un autre stade, le Stade des Faïenceries pour ses autres équipes (réserves, jeunes, féminines).

## Historique du logo

Ancien logo de l'ASF 93.
Logo actuel.